# Can Gabarra (Polinyà)
Can Gabarra és una masia del municipi de Polinyà (Vallès Occidental) inclosa en l'Inventari del Patrimoni Arquitectònic de Catalunya. La masia de Can Gabarra, s'inclou en el grup II de la classificació de Danés, de tipologia basilical.

## Descripció
A la façana principal presenta distribució simètrica d'obertures i una correspondència de volums respecte a la distribució interior-exterior de tres crugies: planta baixa, primer pis i golfes. A la planta baixa, portal d'entrada rectangular i d'arc escarser a la part superior. L'emmarcament és de maó. A cada costat hi ha una finestra rectangular de molt senzilla factura, també emmarcades en maó vist. El maó vist ha estat emprat, també, en algunes zones del parament per omplir el mur conjuntament amb les pedres de riera. A la planta del primer pis, es troba el mateix tractament de parament i finestres. En aquest cas, els primers maons han estat utilitzats per a configurar el sistema de barana que es troba a les tres finestres, conjuntament amb la disposició de fins maonets-rajoletes en forma de línia trencada donant-li una nota decorativa-ornamental.
A les golfes, tres finestres amb emmarcament de maons i arcada de mig punt una mica rebaixada. Les cobertes han experimentat una transformació quant als capcers de tipologia basilical, ja que el cos que sobresurt presenta una estructura totalment plana i gairebé al mateix nivell d'on surten els dos vessants laterals amb teulat de teules àrabs i de poca inclinació. No hi ha ràfec. El parament de tot l'edifici és de composició irregular: còdols, i carreus mal escairats amb combinació de maó.